# 1240-ві до н. е.

## Правителі
- фараон Єгипту Рамсес II;
- царі Ассирії Шульману-ашаред I та Тукульті-Нінурта I;
- царі Вавилонії Шагаракті-Шуріаш та Кантіліаш IV;
- цар Еламу Унташ-Напіріша;
- царі Хатті Хаттусілі III та Тудхалія IV;
- імператор китайської династії Шан Ву Дін.